# Marie de Bourbon-Vendôme

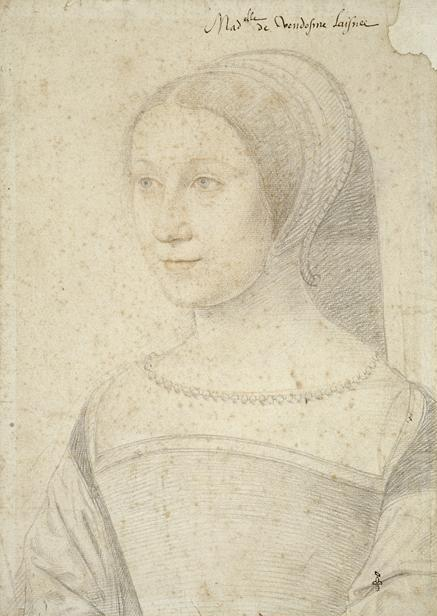
Marie de Bourbon, Zeichnung von Jean Clouet, Musée Condé

Marie de Bourbon-Vendôme (* 29. Oktober 1515 auf Schloss La Fère; † 28. September 1538 ebenda) war eine französische Adelige des 16. Jahrhunderts, die als Angehörige einer (damals noch) Nebenlinie der königlichen Familie Objekt von Heiratsverhandlungen mit Jakob V., König von Schottland, wurde, der sie besuchte, schließlich aber Madeleine von Frankreich heiratete. Beide Frauen, Madeleine und Marie, starben innerhalb der nächsten zwei Jahre.

## Leben
Marie de Bourbon war die älteste Tochter von Charles de Bourbon, duc de Vendôme und Françoise d’Alençon. Sie wurde im Schloss La Fère im Département Aisne geboren, das ihr Vater als Gouverneur der Picardie bewohnte.

### Erste Verhandlungen
Die Hochzeit des schottischen Königs mit einer französischen Prinzessin war seit der Wiederbelebung der gegen England gerichteten französisch-schottischen Allianz (Auld Alliance) durch den Vertrag von Rouen im Jahr 1517, der sich hauptsächlich auf die gegenseitige militärische Unterstützung konzentrierte, aber durch eine Ehe bekräftigt werden sollte, erwartet worden.
Als Jakob V. von Schottland volljährig wurde, ging man zunächst davon aus, dass er die Prinzessin Madeleine von Frankreich heiraten würde, die Tochter des Königs Franz I. Als im Dezember 1534 klar war, dass Madeleines schlechter Gesundheitszustand der Heirat im Wege stand, schlug Franz I. vor, dass Jakob V. stattdessen Marie de Bourbon heiraten solle, um den Vertrag einzuhalten. Die Heirat wurde vom Regenten John Stewart, 2. Duke of Albany, unterstützt, und Ende 1534 trafen sich Franz’ I. Sekretär Nicolas Canivet und der Sekretär Jakobs V., Thomas Erskine de Haltoun, mit dem schottischen König und zeigten ihm ein Porträt Maries.
Marguerite d’Angoulême, die Schwester des Königs und Königin von Navarra, hatte jedoch bereits im Juni 1533 mit Herzog von Norfolk, einem Diplomaten Heinrichs VIII. von England über die geplante Heirat gesprochen, und dabei betont, dass Charles de Bourbon eng mit Kaiser Karl V. verbündet war, und behauptet, dass Marie de Bourbon und ihre Schwester Marguerite deswegen keine gute Wahl seien. Die Königin von Navarra fragte sich zudem, ob Jakob V. am Ende nicht Christina von Dänemark, die Nichte des Kaisers (die im gleichen Jahr den schwerkranken Francesco II. Sforza heiratete) ehelichen würde, und schlug stattdessen ihre Schwägerin Isabeau d’Albret vor (die im August 1534 dann mit René I. de Rohan verheiratet wurde).
Im Januar 1535 schrieb Jakob V. an Franz I. und erklärte, dass er das Gefühl habe, bei den Verhandlungen schlecht beraten worden zu sein, und schickte seinen Herold James Aikenhead nach Frankreich. Aikenhead sollte erklären, dass Jakob V. nicht vom Vertrag von 1517 abweichen konnte, indem er ohne die Zustimmung des Schottischen Parlaments eine Frau heiratete, die keine Prinzessin war.

### Neue Verhandlungen
Nachdem Franz I. Jakob V. noch einmal nachdrücklich darauf hingewiesen hatte, dass eine Prinzessin aus der königlichen Familie nicht zur Verfügung stand, da Madeleine zu gebrechlich sei, wurden die Verhandlungen über seine Heirat mit Marie de Bourbon wieder aufgenommen.
Am 3. Juni 1535 schrieb Jakob V. von Stirling Castle aus an Franz I. über seine mögliche Ehe mit Madeleine, den Vertrag und das Alternativangebot mit Marie de Bourbon. Er schrieb, dass er von Nicolas Canivet gehört habe, dass Marie de Bourbon eine geeignete Braut sei. Jakob V. schickte mit dem Brief den Herold James Aikenhead, den man beauftragt hatte, ihren Charakter, ihre Manieren, ihr Verhalten und ihre Konversation zu begutachten. Aikenhead sollte, wenn er in diesen Punkten zufrieden sei, über ihre Mitgift verhandeln, als wäre sie eine französische Königstochter. Wenn die Abmachung zustande kam, sollte Maria mit ihrem Gefolge aus zahlreichen Damen noch vor dem Winter nach Schottland reisen.
Der Herzog von Albany wiederum zog kurz in Betracht, dass der König Christine von Dänemark, nunmehr Herzoginwitwe von Mailand (Francsco II. Sforza war im Oktober 1535 gestorben), heiraten könne, und Jakob V. brach daraufhin die Verhandlungen über seine Ehe mit Marie de Bourbon ab. Zu diesem Zeitpunkt bestand auch die Sorge, dass er sich schließlich dazu entschließen würde, seine ehemalige Geliebte Margaret Erskine zu heiraten. Dennoch kehrte Aikenhead am 28. Dezember 1535 nach Frankreich zurück, um die Heiratspläne wieder aufzunehmen und das bestmögliche Angebot zu erhalten. Jakob V. ernannte schließlich seine „Procureurs“, d. h. seine gesetzlichen Vertreter, um den Ehevertrag abzuschließen.
Am 29. März 1536 wurde ein in Crémieu geschlossener Vertrag über die Heirat Maries mit Jakob V. von Schottland von Franz I. besiegelt. Anwesend waren Jean III d’Estourmel, Haushofmeister des Herzogs von Vendôme, assistiert von Mathieu de Lonjoüe, Bischof von Soissons, Guillaume Poyet, Président à mortier des Parlement de Paris, Guillaume Féau, Seigneur de Fernay, königlicher Kammerherr, und James Aikenhead, der in französischen Dokumenten unter dem Namen „Hacquenet“ erscheint. Der Vertrag wurde von Kardinal Tournon, Kanzler Antoine de Bourg, Anne de Montmorency, Marschall von Frankreich, und Admiral Philippe Chabot unterzeichnet. Jakob V. hatte der Heirat bereits zugestimmt, als er am 29. Dezember 1535 seine Prokuratoren ernannte. Unter anderem sah der Vertrag vor, dass Franz I. Dunbar Castle und die darin aufbewahrten Waffen, das sich damals in der Obhut des Herzogs von Albany befand, an Jakob V. abtreten würde und dass Marie, falls Jakob zuerst sterben sollte, Falkland Palace für den Rest ihres Lebens zur Verfügung stehen werde. Im April 1536 bekräftigte Franz I. das Abkommen, indem er dem König die Halskette des Ordre de Saint-Michel schickte. Der Herzog von Albany, der diese Ehe unterstützt hatte, starb im Juli 1536.
Vier schottische Chroniken erzählen nun eine Geschichte, nach der Jakob V. verkleidet den Hof des Herzogs von Vendôme auf Burg Vendôme besucht haben soll. Die Geschichte, die sich in den schottischen Chroniken abspielt, ist jedoch nicht ganz richtig. Er soll die Kleidung mit einem Diener, vielleicht John Tennent aus Listonshiels, getauscht haben. Marie ließ sich jedoch nicht täuschen und erkannte ihn an seinen roten Haaren und dank des Porträts, das ihr geschenkt worden war. Obwohl diese Geschichte zweifelhaft erscheint, merkte Jamie Cameron an, dass englische Beobachter von einem gewissen Geheimnis um Jakobs Reise von Dieppe nach Saint-Quentin berichteten.
Tatsächlich besuchte der schottische König Marie de Bourbon im September 1536 in Saint-Quentin und reiste anschließend weiter, um sich mit Franz I. zu treffen. – und heiratete schließlich am 1. Januar 1537 anstelle Maries doch Madeleine. Am 14. Oktober 1536 schrieb Rodolfo Pio, der Bischof von Faenza, dass Franz I. nunmehr die Absicht habe, Marie de Bourbon mit dem Thronerben Franz von Lothringen zu verheiraten. Die kränkliche Madeleine von Frankreich starb bereits im Juli 1537, ein halbes Jahr nach ihrer Hochzeit, Marie de Bourbon im Jahr darauf, im September 1538; sie wurde in der Abtei Notre-Dame de Soissons beigesetzt. Jakob V. war da schon in zweiter Ehe mit Marie de Guise verheiratet.
Der schottische Chronist Robert Lindsay de Pitscottie schrieb dazu:
„the duik of Vandones dochter, quho tuke sick displeasour at the king of Scotlandis marriage that shoe deceast immediately thaireftir: quhairat the king of Scotland was highlie displeased, thinkand that he was the occasioun of that gentlewoman’s death.“
„Die Tochter des Herzogs von Vendôme wurde vor Kummer über die Heirat des Königs von Schottland krank und starb kurz darauf: Der König von Schottland war darüber sehr betrübt, da er glaubte, die Ursache für den Tod des Mädchens zu sein.“
Nachdem Jakob V. und Madeleine geheiratet hatten und Dunbar Castle und dessen Waffen übergeben worden waren, wurde James Aikenhead zum Kapitän der Burg ernannt.